# Tmesorrhina simillima
Tmesorrhina simillima är en skalbaggsart som beskrevs av Ernst Gustav Kraatz 1880. Tmesorrhina simillima ingår i släktet Tmesorrhina och familjen Cetoniidae. Utöver nominatformen finns också underarten T. s. viridipes.